# Narcís Casas i Vila
Narcís Casas i Vila   (Salt, 27 de novembre de 1946), conegut al món del motociclisme com a O Rei, és un empresari i ex-pilot d'enduro català. Durant els anys 70 va destacar en aquesta especialitat guanyant 7 campionats d'Espanya com a pilot oficial de Bultaco (1971-73 i 1975-78). Va aconseguir també bons resultats al Campionat d'Europa i als Sis Dies Internacionals d'Enduro, obtenint-hi medalla d'or a les edicions de 1976 i 1978.
El 1985 va fundar a Salt amb el seu antic rival a les curses, el també saltenc Josep Maria Pibernat, l'empresa fabricant de motocicletes Gas Gas. El gener del 2022, la Federació Catalana de Motociclisme li concedí el premi Legends en reconeixement de la seva trajectòria motociclista.

## Trajectòria esportiva
Fill de família humil i paleta de professió, Casas s'inicia en l'enduro, aleshores anomenat Tot Terreny, amb una Montesa Cota 247 de trial amb la qual comença a guanyar "pujades de muntanya TT", modalitat de pujades de muntanya per camins de terra.
El 1970 corre la seva primera cursa d'enduro pròpiament dita i en aquesta especialitat obté aviat diversos triomfs, cosa que fa que Bultaco el fitxi per a la següent temporada.

### Els primers campionats (1971-73)
El 1971 corre el seu primer Campionat d'Espanya pilotant la Bultaco Matador, formant part de l'equip oficial de la marca integrat també per Casimir Verdaguer, Josep Maria (Bubú) Casanovas i Toni Soler. Casas estrena la temporada amb victòria als Dos Dies de Madrid, després es classifica segon a Manresa i aconsegueix el Campionat amb la seva victòria a L'Espluga de Francolí. Aquell mateix any, s'inicia en el Campionat d'Europa (l'actual Campionat del Món), al qual els catalans hi van per primera vegada.
El 1972 aconsegueix un nou Campionat d'Espanya tenint com a màxims rivals a Josep Maria Casanovas del mateix equip Bultaco i a Carles Giró, de l'equip OSSA. Al Campionat d'Europa aconsegueix la medalla de bronze als ISDT (Sis Dies Internacionals d'Enduro, actualment anomenats ISDE) de Txecoslovàquia. A final de temporada Josep Maria Casanovas, el seu principal rival, passa a l'equip Montesa.
L'any 1973 guanya el seu tercer campionat espanyol en pugna amb Casanovas, qui ha d'abandonar a la darrera prova (Prats de Lluçanès), oferint així el triomf a Casas després d'un empat que durava tota la temporada. Al campionat d'Europa no aconsegueix superar la vuitena posició, tot i el gran resultat aconseguit a la dura prova de la Valli Bergamasche: sisè, essent un dels vint-i-quatre únics participants que acabaren la prova d'entre els tres-cents que hi prengueren la sortida.

### L'accident del 1974
El primer accident seriós arriba el 1974 a Prats de Lluçanès, primera prova de la temporada. Casas i Casanovas es perden al mig del poble i xoquen de cara. Casas pateix un fort hematoma al pàncrees i el trencament dels músculs abdominals, cosa que el manté apartat durant la meitat de la temporada. Reprèn el Campionat i finalitza segon rere Ton Marsinyach i la seva OSSA. Al Campionat d'Europa no obté cap èxit i als ISDT de Camerino (Itàlia) ha d'abandonar per avaria.

### La represa (1975)
El 1975 torna a guanyar el títol espanyol i inicia la segona etapa de la seva carrera esportiva, professionalitzant-se definitivament i participant amb assiduïtat al Campionat d'Europa, on el seu nom comença a sonar entre els millors. Els seus resultats a l'Europeu d'aquell any són: quart a l'Espluga de Francolí, quart a Alemanya, cinquè a França, cinquè a Itàlia i catorzè a Txecoslovàquia. El resultat final serà el de cinquè, posició que podria haver superat si hagués participat en els Dos Dies de Polònia. Als ISDT de l'Illa de Man aconsegueix una medalla d'argent, superant avaries mecàniques que l'aparten de la medalla d'or.

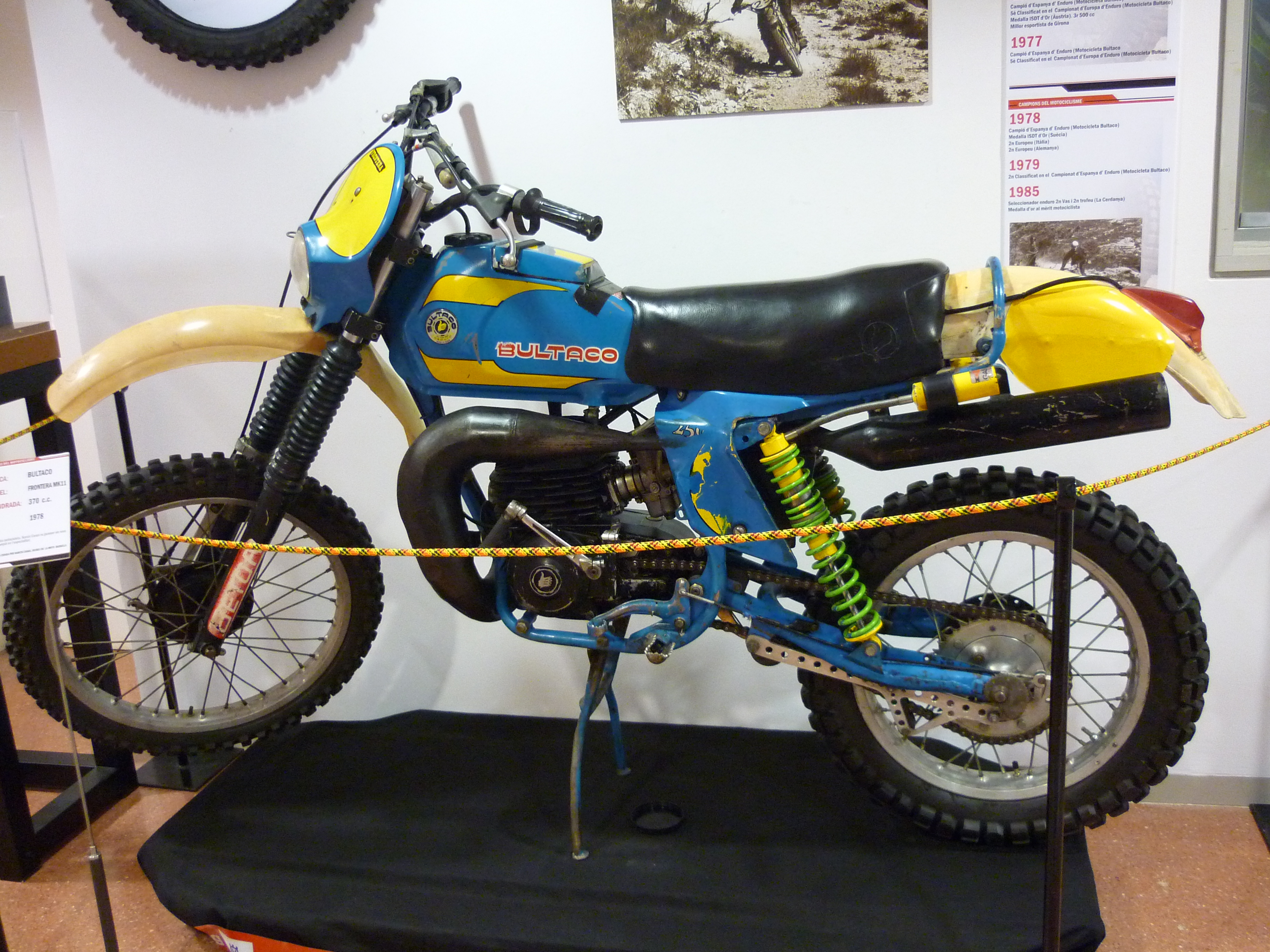
La Bultaco Frontera MK11 370 oficial que pilotà Casas durant el 1978

El 1976 el seu màxim rival serà el seu company d'equip a Bultaco, Josep Maria Pibernat, amb qui anirà disputant els punts en cada cursa del campionat espanyol, que al final serà per a Casas. Pel que fa al Campionat d'Europa, de nou la cinquena plaça, ja en la categoria dels 500 cc amb la Bultaco Frontera 370. Queda tercer a França, només avantatjat per Zloch i Buse, mentre que a Txecoslovàquia s'ha de retirar. A Alemanya aconsegueix el segon lloc, darrere el local Buse i deixant rere seu a pilots com ara Zloch, Kaula i Jäger. Setena posició a Àustria. El seu major èxit serà als ISDT d'Àustria, classificant-se tercer rere Zloch i Prenen. Una medalla d'or que personalment considera el seu major èxit.
El 1977 assoleix un altre campionat d'Espanya, i podia haver estat la seva millor temporada europea si no hagués estat per la mala sort. Quart classificat a Alemanya, quart de nou a França, cinquè a Catalunya, vuitè a Txecoslovàquia (penalitzant un minut quan anant tercer va entrar abans d'hora en un control), segon classificat a Itàlia (a la dura Valli Bergamasche), i cinquè a Polònia. Anava tercer del Campionat, però es va quedar sense benzina a Àustria, essent penalitzat i aconseguint de nou la cinquena plaça final. Per acabar-ho d'adobar, trencava la cadena als ISDT quan finalitzava la cinquena jornada, cosa que l'obligaria a abandonar.
El 1978 aconsegueix el seu darrer títol estatal. Es comença a ressentir d'una lesió a l'esquena, i tot i que aconsegueix el títol per setena vegada la seva posició a l'Europeu baixa. Malgrat tot, aconsegueix la segona plaça a la Valli Bergamasche i la medalla d'or als ISDT de Suècia. La lesió s'agreuja i s'ajunta amb la situació de crisi a la factoria Bultaco.

### Retirada
El 1979 és gairebé obligat pel metge a abandonar les curses d'enduro, però tot i així acaba la temporada en segona posició del campionat estatal rere Carles Mas, el pilot revelació de l'equip oficial de Montesa. Casas, visiblement coix, es veu obligat a abandonar definitivament la competició sense haver participat en els ISDT ni a l'Europeu.
Un cop retirat, va seguir en contacte amb l'esport. Durant anys fou el seleccionador estatal d'enduro, aconseguint col·locar la selecció espanyola d'aquesta especialitat, formada per catalans, en segona posició a l'edició dels ISDE de 1985, celebrada a la Cerdanya.

## Trajectòria empresarial
Narcís Casas regentava des de 1974, associat amb el seu rival esportiu i company d'equip Josep Maria Pibernat, un establiment comercial a Salt distribuïdor de les motocicletes Bultaco anomenat "Gas Gas". Un cop retirat Casas de la competició el 1979, amb la crisi i posterior tancament de la factoria Bultaco a Sant Adrià de Besòs, ambdós socis es troben sense motocicletes per a vendre i comencen la importació de les italianes SWM, empresa de la qual passen a ser representants per a tot l'estat espanyol. Durant anys, Casas i Pibernat mantenen l'equip oficial de SWM a l'estat espanyol, amb Casas com a manager, i promocionen la marca obtenint nombrosos èxits en el terreny esportiu i empresarial.

### El naixement de Gas Gas (1984)
Més endavant, SWM cau en una profunda crisi i tanca la seva factoria. Davant d'una situació semblant a la viscuda feia pocs anys Casas i Pibernat s'hi resisteixen i miren de ressuscitar la marca italiana. Després de moltes negociacions es desisteix de l'intent de trobar un nou nom per a la marca i el 1984, a iniciativa dels dos socis de Salt es presenta al Saló de l'Automòbil de Barcelona un bonic prototipus de trial amb el nom del seu establiment, Gas Gas. Aquell primer prototipus es basava en la SWM Guanaco optimitzada i posada al dia.
El 1985 es presenta una nova versió evolucionada del seu prototipus de trial, que no té gaire a veure amb la primera vista en el passat Saló de Barcelona. S'anomena Gas Gas Halley i serà posada en producció, fabricant-se'n 200 exemplars. Aquesta moto tindrà bona acceptació i anirà evolucionant de forma ràpida, notable i constant. L'any següent se'n duplica la producció. La penetració de la marca en el mercat fou tan bona que els seus propietaris decidiren ampliar la gamma de trial i introduir-se en altres modalitats, com ara el motocròs i l'enduro. Als seus bons temps, Gas Gas fabricava més de 8.000 unitats anuals i el 75% de la seva producció es destinava al mercat internacional.
Actualment l'empresa està controlada per Vector Capital (Societat de Caixa Penedès) i Ingenia Capital, amb gairebé el 65% de participacions conjuntament. Josep Maria Pibernat en conserva part del capital i exerceix tasques de direcció juntament amb Ramon Puente, director general i accionista, mentre que Narcís Casas ha abandonat l'empresa.

## Palmarès
| Temporada    | Motocicleta  | C. d'Espanya | C. d'Europa | ISDT (Medalla)          |
| ------------ | ------------ | ------------ | ----------- | ----------------------- |
| 1971         | Bultaco      | 1r           | -           | -                       |
| 1972         | Bultaco      | 1r           | -           | Bronze (Txecoslovàquia) |
| 1973         | Bultaco      | 1r           | -           | -                       |
| 1974         | Bultaco      | 2n           | -           | -                       |
| 1975         | Bultaco      | 1r           | 5è          | Argent (Illa de Man)    |
| 1976         | Bultaco      | 1r           | 5è          | Or (Àustria)            |
| 1977         | Bultaco      | 1r           | 5è          | -                       |
| 1978         | Bultaco      | 1r           | -           | Or (Suècia)             |
| 1979         | Bultaco      | 2n           | -           | -                       |
| Total títols | Total títols | 7            | 0           |                         |